# Prémio Ho-Am de serviços comunitários
O Prémio Ho-Am de serviços comunitários é um galardão atribuído anualmente pela HO-AM Foundation.
Este prémio foi estabelecido em 1990 pelo presidente da Samsung, Lee Kun-hee em homenagem a Lee Byung-chul, fundador da Samsung.

## Laureados[1]
- 1991: Kee-Ryo Chang
- 1992: Eul-Hee Yu
- 1993: Yong-Sung Kim
- 1994: Im-Soon Kim
- 1995: Kyong-Jae Lee
- 1996: Lois F. Linton
- 1997: Bok-Kyu Yang
- 1998: Sun Tae Kim
- 1999: Marianne Stoeger
- 2000: Heide G. Brauckmann
- 2001: Hong Cho Kang
- 2002: Didier t'Serstevens
- 2003: Sunwoo Kyung Shik
- 2004: The Sisters of Mary
- 2005: Jee Deuk Yong
- 2006: Yoon Kee
- 2007: Emma Freisinger
- 2008: Holy Family Welfare Hospital
- 2009: Chung Soo Park
- 2010: World Vision Korea
- 2011: Korea Legal Aid Center For Family Relations
- 2012: Dong-han Lee
- 2013: Chong-man Rhee e Hyun-sook Kim
- 2014: Ha-Jong Kim (Bordo Vincenzo)
- 2015: Young-shim Baek
- 2016: Hyun Soo Kim e Soon Sil Cho